# More Best of Leonard Cohen
More Best of Leonard Cohen kompilacijski je album kanadskog pjevača Leonarda Cohena objavljen 1997. Pjesme dolaze s albuma I'm Your Man, The Future, i live albuma Cohen Live. Dvije zadnje pjesme na albumu do tada nisu bile objavljene. 

## Popis pjesama
1. "Everybody Knows"
2. "I'm Your Man"
3. "Take This Waltz"
4. "Tower of Song"
5. "Anthem"
6. "Democracy"
7. "The Future"
8. "Closing Time"
9. "Dance Me to the End of Love" (live)
10. "Suzanne" (live)
11. "Hallelujah" (live)
12. "Never Any Good"
13. "The Great Event"